# Потанђени (Јаши)
Потанђени (рум. Potângeni) насеље је у Румунији у округу Јаши у општини Мовилени. Oпштина се налази на надморској висини од 90 m.

## Становништво
Према подацима из 2002. године у насељу је живело 981 становника, од којих су сви румунске националности.